# (2322) Kitt Peak
(2322) Kitt Peak – planetoida z pasa głównego asteroid okrążająca Słońce w ciągu 3 lat i 173 dni w średniej odległości 2,29 au. Została odkryta 28 października 1954 roku w Goethe Link Observatory. Nazwa planetoidy pochodzi od Obserwatorium Kitt Peak. Przed nadaniem nazwy planetoida nosiła oznaczenie tymczasowe (2322) 1954 UQ2. 